# Lamine Thior
Lamine Thior (Senegal, c. 1990) es un cómico, actor y activista senegalés. En 2024 fue nombrado Persona del Año por el Observatorio de la Diversidad en los Medios Audiovisuales.

## Trayectoria
Nació en Senegal y con 2 años se trasladó con su madre, Fatou Thior, a Algeciras. Cursó la carrera de Turismo. Jugó un año como juvenil en la Selección de baloncesto de Senegal. Después, volvió a España instalándose en Madrid.
Como activista, en sus intervenciones ha denunciado los diferentes ámbitos del racismo, como la hipersexualización de los hombres negros. Se convirtió en uno de los presentadores del pódcast No hay negros en el Tíbet, junto a Asaari Bibang y Frank T. También ha participado en el pódcast Animales humanos. Fundó junto con otros artistas negros la asociación Limbo Producciones.
Fue uno de los protagonistas de la serie de documentales de la sección Tentaciones de El País, Creadorxs. En 2023 se convirtió en colaborador del programa de televisión El Intermedio. En 2024, fue uno de los protagonistas de la miniserie de TVE La ley del mar, junto a Blanca Portillo y Luis Tosar.

## Reconocimientos
En 2024, fue uno de los ganadores de los Premios Desalambre, que reconocen la labor de periodistas y organizaciones sociales que defienden los derechos humanos, edición en la que también fueron premiados Fátima Djara Sani y Fran Sevilla. Ese mismo año, recibió el premio a Persona del Año 2024 que concede el Observatorio de la Diversidad en los Medios Audiovisuales por su lucha antiracista y su labor en la defensa de la diversidad en los medios. Además, como protagonista de la serie La ley del mar, recogió el Premio Cruz Roja de Mónaco del Festival de Televisión de Montecarlo.